# Lamgeu-Eu
Lamgeu-Eu is een bestuurslaag in het regentschap Aceh Besar van de provincie Atjeh, Indonesië. Lamgeu-Eu telt 1089 inwoners (volkstelling 2010).